# God with Us
"God with Us" é uma canção gravada pela banda MercyMe.
É o primeiro single do sexto álbum de estúdio lançado a 20 de novembro de 2007, All That Is Within Me.

## Desempenho nas paradas musicais
| Parada musical (2007)            | Posição |
| -------------------------------- | ------- |
| Estados Unidos - Christian Songs | 1       |